# 墙头镇
墙头镇，是中华人民共和国浙江省宁波市象山县下辖的一个乡镇级行政单位。

## 行政区划
墙头镇下辖以下地区：
墙头社区、墙头村、合心村、亭岙村、吊水岩村、七里亭村、洋北村、桃湾村、白墩村、大溪蒋村、黄溪村、周家路村、毛洋岭村、方家岙村、溪里方村、岭下村、舫前村、盛王张村、孙家村、下沙村、西沪村、蔡家岙村、雷港村和塔岭村，其中溪里方村为浙江省历史文化名村。